# 絶対に笑ってはいけない科学博士24時
『絶対に笑ってはいけない科学博士24時』（ぜったいにわらってはいけないかがくはかせにじゅうよじ）は、2016年12月31日（土曜）18:30（午後6時30分） - 2017年1月1日（日曜）0:30（午前0時30分、JST）にかけて日本テレビ制作のバラエティー番組『ダウンタウンのガキの使いやあらへんで!! 大晦日年越しSP』として放送された企画である。日本テレビ系列（NNS加盟）29局同時ネット。
2017年1月3日（火曜）20:54 - 22:54には、未公開シーンを集めた『ダウンタウンのガキの使い!絶対に笑ってはいけない科学博士!一挙大公開SP!!』がフジテレビ系列とのクロスネット局であるテレビ大分を除いたNNS28局で放送された。
2017年1月8日のレギュラー放送でも完結編となる未公開シーンが放送された。

## 概要
「笑ってはいけないシリーズ」の通算14作目。放送時間は歴代シリーズ最長タイとなる6時間（未公開を含むと8時間半）。2017年11月29日に第23弾として、初回限定版で本編ディスク4枚に加え、特典ディスク1枚のデジパック仕様バージョンDVDと、本編ディスク2枚組と特典ディスク1枚が入ったデジパック仕様のBlu-rayディスクバージョンと本編を1枚ずつ4巻に分けた通常版DVDの3種類が発売された。

### メンバー
『絶対に笑ってはいけない病院24時』から引き続き、ガキの使いメンバー5人で実施され、罰ゲームを受ける。
| 科学博士24時のメンバー （台詞テロップの色） | 第一印象             | お仕置き（ケツバット）を受けた回数                  |
| ------------------------------------------- | -------------------- | --------------------------------------------------- |
| 松本（赤■）                                 | ムキムキマッチョ博士 | 253回（キス3回、鼻毛抜き1回）                       |
| 浜田（青■）                                 | 理系女               | 194回（キス、鼻毛抜き1回）                          |
| 方正（緑■）                                 | とっつぁん坊や博士   | 174回（ビンタ、風船爆破1回、タイキック2回）         |
| 遠藤（橙■）                                 | 男前新婚博士         | 181回（キス、真空ピンポン玉バズーカ1回）            |
| 田中（紫■）                                 | ガリガリ不潔博士     | 171回（タイキック4回、ロケットパンチ、落とし穴1回） |
| 藤原（黒■）                                 | 科学者               | -                                                   |

『空港』以降の笑ってはいけないの中ではお仕置きの回数が最も少なく、松本を除く全員が200回を下回っており、合計回数も1000回を切っている。また、『大脱獄』以降で唯一方正の罰の回数が最下位にならなかった回でもある。

### 舞台
舞台は「ガースー黒光り科学研究所」（ガースーくろびかりかがくけんきゅうしょ）として、埼玉県狭山市の狭山市立東中学校と狭山市立入間中学校（いずれも閉校）で撮影された。2007年の『病院』以降、施設名に「ガースー黒光り」が入るのが通例であったが、菅賢治が2017年3月をもって番組から完全に離れたのに伴い、次作の『アメリカンポリス』では外されたため、「ガースー黒光り」は本作を最後に途切れることとなった。

### 視聴率
番組平均視聴率は第1部（18:30 - 21:00）が17.7%、第2部（21:00 - 翌0:30）が16.1%だった（ビデオリサーチ調べ、関東地区・世帯・リアルタイム）。紅白の裏番組として7年連続で民放の首位となった。
2017年1月3日に放送された『一挙大公開SP!!』は13.1%を記録した（ビデオリサーチ調べ、関東地区・世帯・リアルタイム）。

### スケジュール
- 08:00 - 勤務開始 ⇨ バスに乗車 ⇨ 科学研究所へ ⇨ 銅像説明
- 09:30 - 新人研修室、引き出しネタ①(一部未公開)
- 10:30 - DVD「笑点」
- 11:00 - 昼食(未公開)
- 11:30 - レクリエーション大会(一部未公開)
- 12:30 - 後出しジャンケン勝負
- 13:00 - バスに乗車 ⇨ 捕まってはいけない(一部未公開)
- 15:30 - 所長へ挨拶
- 16:00 - 引き出しネタ②(一部未公開)
- 16:30 - 方正着替え
- 17:00 - 研究発表会
- 18:30 - 連想ゲーム
- 20:00 - チンピラの殴り込みを仲裁
- 20:30 - 研究所報告会
- 21:30 - ジミー大西VTR「飲酒 寝起き反応実験」(一部未公開)
- 22:30 - 講堂、超危険薬品開発事件
- 23:30 - バスに乗車 ⇨ 研究室分室、町工場作業員の殴り込みを仲裁
- 00:30 - 驚いてはいけない(一部未公開)
- 03:00 - 勤務終了

## 出演者

### 本編
レギュラーメンバー
- ダウンタウン（松本人志・浜田雅功）
- 月亭方正
- ココリコ（遠藤章造・田中直樹）

引率
- 藤原寛（ダウンタウン元マネージャー）デロリアンに乗って、バックトゥザフューチャーのドクの格好をして登場した。

バス内
ルパン三世
- 鈴木亮平 - 銭形警部
- 若林正恭（オードリー） - 刑事
- 遠藤の父親 - 石川五ェ門
- 遠藤の弟 - 次元大介
- 遠藤の母親 - 峰不二子
- 遠藤の妻 - 警視庁の特別捜査官として登場

- 劇団ひとり - 高校生
- 高校生のひとりを心配し、体罰しながら励ましていた高校生教師

犬神家
- 板尾創路（130R） - 犬神板尾
- 板尾の母 - 犬神松子

研究所内
- 松下由樹 - 女優
- 松下由樹のマネージャー
- 松下由樹にドッキリを仕掛けたニセスタッフ
- 本場タイから来たタイキックボクサー

タイキックVTR
笑点メンバー
- 春風亭昇太
- 三遊亭小遊三
- 三遊亭好楽
- 林家木久扇
- 2代目林家三平
- 6代目三遊亭円楽
- 林家たい平
- 山田隆夫

- おばちゃん1号 - 観客
- ピカデリー梅田 - 観客
- 本場タイから来たタイキックボクサー

レクリエーション大会
- 千原ジュニア（千原兄弟） - 進行
- 徳島えりか（日本テレビアナウンサー） - アシスタント

宮迫チーム
- 宮迫博之（当時・雨上がり決死隊） - リーダー
- ryuchell
- 綾部祐二（ピース）
- 東幹久
- カンニング竹山
- 田中直樹（ココリコ）
- 浜田雅功（ダウンタウン）

藤本チーム
- 藤本敏史（FUJIWARA） - リーダー
- 蛭子能収
- 陣内智則
- 博多大吉（博多華丸・大吉）
- 月亭方正
- 遠藤章造（ココリコ）
- 松本人志（ダウンタウン）

バス内
- 住田萌乃 - 百代灯衣（日暮の娘）
- 小峠英二（バイきんぐ） - 依頼人
- 松坂桃李 - 日暮旅人（探偵）

捕まってはいけない科学博士
- ヒロミ（B21スペシャル） - 助っ人
- デビット伊東・ミスターちん （B21スペシャル）- 積年の恨み鬼
- おばちゃん1号 - おばちゃん鬼
- 三浦大輔 - ハマの番長鬼
- 江頭2:50 - 江頭鬼
- 木下隆行 （TKO） - 出目金鬼

研究所内
- サンシャイン池崎 - 科学研究所所長
- 斎藤工 - サンシャイン斎藤
- 岡田圭右（ますだおかだ） - ハッピーボーイ
- 上川隆也 - 名誉教授（ドクター・キリコに扮していた）
- 咲希 - ウランちゃん

研究発表会
- ケンドーコバヤシ - 主任研究員
- ローラ - ビートたけしロボ
- 浅野ゆう子 - 名誉博士
- 中村喜伸P - 元研究員
- エグスプロージョン（まちゃあき・おばらよしお） - 「浅野の変」（自身の持ちネタである「本能寺の変」の替え歌）のダンサーおよびコーラス
- アキラ100% - 丸腰警部
- 原田龍二 - 丸腰警部・リュウジ100％
- 中澤隆範 - ロボットを盗んだ犯人

廊下
- すっちー - 研究員
- 吉田裕 - チンピラ
- 西岡徳馬 - チンピラ
- パンツェッタ・ジローラモ - チンピラ

研究員報告会
- 雨上がり決死隊（宮迫博之・蛍原徹） - 議長
- 陣内智則
- 勝俣州和
- 柴田英嗣（アンタッチャブル）
- 村本大輔（ウーマンラッシュアワー）
- 河本準一（次長課長）
- YOU
- 千鳥（ノブ・大悟）
- ライセンス（藤原一裕・井本貴史）
- 井上裕介 （NON STYLE）

ジミーちゃんVTR
- ジミー大西 - 酔っ払い実験者
- 宮川大輔 - 研究員

講堂
- 蝶野正洋 - 研究調査室長

研究員VS町工場
出川研究団
- 出川哲朗 - 親方
- 星田英利 - 参謀
- 田中卓志（アンガールズ）
- クロちゃん（安田大サーカス）
- 中村喜伸P

上島工場団
- 上島竜兵（当時・ダチョウ倶楽部） - 親方
- ケンドーコバヤシ - 参謀
- 岩尾望（フットボールアワー）
- 小宮浩信（三四郎）
- 原西孝幸（FUJIWARA）

驚いてはいけない科学博士
- 寺田心 - 執行人、世界一怖い科学者
- コロコロチキチキペッパーズ（ナダル・西野創人） - 壁から出てきた人物
- ザ☆健康ボーイズ（八木真澄〈サバンナ〉・なかやまきんに君）
- 松野明美 - 松本のクローン
- 叶姉妹（叶恭子・叶美香） - セクシーモンスター
- くっきー!（野性爆弾） - Superfly
- 福島善成（ガリットチュウ） - Superflyの相方

エンディング
- 菅賢治 - アイン・スガイン博士
- 石井竜也（米米CLUB） - エンディングテーマ

### 未公開シーン
研究所内
- 安藤なつ（メイプル超合金） - 仕掛け人
- 大川栄策 - 演歌歌手
- 品川祐（品川庄司） - 昼食執行人

驚いてはいけない科学博士
- RG（レイザーラモン） - 吉田美和（DREAMS COME TRUE）
- ハリウッドザコシショウ - ハゲラ
- サンプラザ中野くん - ハゲラ
- クロちゃん（安田大サーカス） - ハゲラ
- M1号（特撮テレビドラマ『ウルトラQ』の登場怪獣） - 浜田ばみゅばみゅの姿で踊りながら登場した。

## 主な出来事
バス車内
- 最初に罰を受けたのは、一番にバスに乗り、まだ乗っていない浜田の屁に笑った田中である。
- 最初の刺客で、若林正恭と鈴木亮平がルパン三世のテーマに乗せて登場した後、遠藤の父と弟がそれぞれ五ェ門、次元の格好で登場して浜田・遠藤・田中が、次に母が不二子の格好で登場して方正と田中が笑いそれぞれ罰を受けた。その後最終手段として、2015年12月25日に遠藤が結婚した嫁が現れ、予想外の登場にメンバー一同は驚いてしまった[5]。戸惑った遠藤はその後嫁に説教され、公開キスされてしまった。その後「てんとう虫のサンバ」を熱唱したがDVDではカットされている。

新人研修室
- 毎年恒例引き出しネタ、仲間割れなどが行われる。OUT時、画面下に表示されるテロップの字体が変わることがあった。
- 松本がある時、研修室にあった黒と紫色の球体に白い棒の立体（分子模型）が何を連想するのか、4人にクイズを出題した。最初に分かった方正が正解を出し[6]、田中もそれに続いた。遠藤は先に正解した2人のヒントを頼りに答えを導き出した。いつまで経っても答えられない浜田に、松本は50音のヒント[7]を出し、あいうえおから順番に浜田に言わせていたが、は行を通り越して「まみむめも！」と言ってしまい、松本が盛大にズッコけた。更に、松本がアンパンマンを演じて浜田にヒントを出すも、「アンパンマンの出てくるやつか？」までは辿り着いたが、「知らん」と答えを導き出せず、松本は再び盛大にズッコけてしまった[8]。

どっきりカメラ
- 方正が、どっきりカメラ本編で野呂圭介が身に着けていた衣装とヘルメット、番組名が書かれたネタばらしのプラカードを身に着け、数分後にブーブークッションを使ったどっきりが執行された。ニセADが椅子にブーブークッションを仕込み、ターゲットとなった松下がブーブークッションに驚き、リプレイ映像も再現され、メンバーの笑いを誘った。その後方正がプラカードを持って登場すると、松下は方正に詰め寄り激怒しタイキックを宣告、方正がタイキックを受ける羽目になった。未公開シーンではタイキック執行後すぐにお色気どっきりが執行され、仕掛け人の安藤が登場し、その後ターゲットの大川も登場。安藤のおっぱいを見つめる大川に対して安藤が激怒したところでどっきり大成功となり方正が登場するが、大川が松下同様方正に詰め寄りタイキックを宣告、二度目のタイキックを受けた。
- なお、どっきり執行の際のBGMおよび状況を示す手書き風のテロップはフジテレビでかつて放送されていた『スターどっきり（秘）報告シリーズ』を踏襲している。未公開シーンに登場した大川は1980年代、その番組でのお色気どっきりの常連だった。

DVD
- 内容は『笑点』の「絶対に笑ってはいけない大喜利」で、オープニング映像や出演者のテロップなど、本家を意識している。自己紹介でたい平が田中に対する謎かけで「どちらもお尻が気になる」と言い、その直後に山田が会場の後楽園ホールの舞台裏からタイ人キックボクサーを連れ出し、判定音の後に昇太が「田中」と発言した直後に観客が「タイキック！」とコールし、田中はタイキックを受けた。しかし、その際にキックの反動で棚にぶつかって驚くリアクションをしたため『蹴られた時のリアクションは実は演技ではないのか』という疑惑が生じ、他のメンバーの計らいによって机にあったチーかまを口にくわえてタイキックを受けた際に美味しいと言えるのかという実験が2回行われ、さらに2回タイキックを受けたが、チーかまは蹴られた反動で田中の口から吐き出されてしまった。後の『絶対に笑ってはいけない青春ハイスクール24時!』でも同様の疑惑が生じている。
- また、DVDのみ収録されている未公開シーンとして、上記の一連の件の直後、松本が待機場所に置かれているカステラの袋が開けっ放しの状態で放置されているのを発見し、犯人捜しへと発展。そういう状況になった経緯を遠藤と方正が説明する上で、またもや田中は方正にチーかまをくわえさせられ、4発目のタイキックを受けた。田中はこれまでに1～3発タイキックを受けているが、4発もタイキックを受けたのは史上初。

レクリエーション大会
- リズムに合わせて後出しジャンケンを行う「勝ったらOUT! 後出しジャンケンで負け続けろ」ではダウンタウンが参加。先に松本が負ける人を担当したが試合が始まって2回目でOUT、再試合をするも今度は1回目でOUTになり、両チームのメンバー全員が立ち上がりブーイングの嵐となってしまった。攻守交代で浜田が負ける人を担当したが、後出しジャンケンなのに出す手のタイミングが松本と一緒になりOUT、松本と同じく再試合をするも1回目でOUTとなりまたもやブーイングの嵐となってしまい、司会の千原ジュニアから「アホとアホです」と言われる始末だった。

捕まってはいけない科学博士
- 黒鬼に連れて行かれた松本の代わりとして、ヒロミが助っ人として参戦。このコーナーは若手俳優が助っ人として登場することが多いが、予想外のベテラン芸人の登場にメンバー全員ががっかりした。
- 「積年の恨み」鬼では、ヒロミの相方であるデビット伊東とミスターちんが登場。B21スペシャルの勢ぞろいにメンバーは歓喜していた。捕まったヒロミは30年前の尖っていた時の話を暴露され、伊東とちんにハリセンで叩かれていた。
- 「ハマの番長」鬼では、今年現役を引退した元プロ野球選手の三浦大輔が登場。捕まった遠藤のお尻目掛げて渾身のストレートを放った。投げたボールはど真ん中に当たり、コントロールの良さにメンバーを関心させた。2投目は前進し至近距離でお尻にボールを当てた。

驚いてはいけない科学博士
- カウントダウンの終了時、照明が赤転した直後に2017年の年が明けた。

エンディング
- ロケが終了する直前に藤原から感想を聞かれたところで松本は「相方の女装趣味にいつまで付き合わないといけないのかなと…（女装が）好きなんだからしょうがないですね。性癖は直らないなって思います」と東京弁で答えた。

## あいうえお作文
（エンディング）お題：とりどし 作者：菅賢治
- と - とびきり美人の
- り - 理系女子と付き合って
- ど - どんどん発明してもらい
- し - 死ぬまで遊んで暮らしたい重盛さと美と

## 主要スタッフ
- 企画構成：松本人志、浜田雅功
- ナレーター：広中雅志
- 構成：高須光聖/塩野智章、ビル坂恵、八代丈寛、辻健一/西田哲也、深田憲作、米田匡篤、白武ときお、坂本貴彦/鈴木雅貴、ゴージャス染谷、渡辺陽介、河野有、渡辺勇穂、大塚泰博/日高ユウキ、宮本有美香、宮川大樹、南本真希、中野翔平、海野健郎
- TM：新名大作（日本テレビ）
- TD/SW：林洋介
- TDsub：山内新太、藤沼大輔
- CAM：石渡裕二、岩倉康宏、中込圭、海野亮
- VE：篠原昭浩、高橋卓、明庭保昭、川村雄一
- MIX：木村宏志、大場悟、高岡彰吾、安楽修平
- AUD：板橋翔、榊原大輔
- モニター：吉邑光司
- イントレ：土田聡士、坂上和利
- LD：山内圭
- LO：大矢晃、高橋正彦、帯金貴子、上野陽香
- デザイン・イラスト：安居院一展
- 美術プロデューサー：稲本浩、山本澄子
- デザイン：北原龍一、大住啓介
- デザイン助手：小川裕史、松尾実可子
- 大道具：入江豊、矢口幸二、瀬川拓実、大川啓介、泉慎一、橋本洸平、和田修吾
- 小道具：佐々木洋平、蛭川正規
- 持道具：市橋理恵、吉田美樹
- 衣裳：川上紗也加、珍田愉華
- 電飾：原口まどか、二階堂哲也
- 特殊効果：内山栄一
- 結髪：高橋加奈子
- 特殊メイク：自由廊
- メイク：Office MAKISE、星野沙紀
- スタイリスト：高堂のりこ、北田あつこ
- フードコーディネーター：あまこようこ、佐世あやか
- 車両：長谷川博和
- リサーチ：野村直子
- CG：グレートインターナショナル
- 楽曲制作：坂本秀一
- ボスプロマネージャー：山﨑秀二、中村厳
- データマネージャー：樋口佳孝、田中優貴、北村啓一
- 編集：広川良一、飯田光朗
- MA：日吉寛、吉田幸輔
- TK：前田淳子
- 音効：梅田堅、藤原大介、東由美
- 技術協力：NiTRO、共立、ジャパンテレビ、バンセイ、麻布プラザ、東京オフラインセンター、ビデオウイング、映像バンク、千代田ビデオ、コスモ・スペース、ヌーベルバーグ、ONKEN、クロステレビ、ティスマンサービス、小輝日文、SANY、FVA、アークビデオ、ヒビノベスコ、ビデオサービス、Ginza Sakuraya、Tecs、サークル、アズボンド、YDS、クリエイティブコーブ、共信コミュニケーションズ、EAT、 NKL、西尾レントオール
- 美術協力：日テレアート、中央宣伝企画、テレフィット、京阪商会、東京衣裳、テルミック、奥松かつら、ル・オブジェ・アール・スタジオ、俳優座劇場、アスクル
- 実験協力：米村でんじろうサイエンスプロダクション、有限会社かがくの会社
- ロケ協力：狭山市、狭山市教育委員会、住協建設株式会社、株式会社ユース、株式会社ホシノ建設、野口自動車工業株式会社、株式会社晃翔造園、シャドウ・スタントプロダクション、狭山貨物運輸株式会社、富士バス販売株式会社、BEEPS、クラップ＆ウォーク、ケーヨーデイツー狭山店、タカハシレーシング、パイロテック、特寿庵ベスタ狭山店、竹國うどん竹國堀兼店、デイリーケアセイジョー狭山台店、手塚プロダクション、株式会社レントシーバー、日本電工株式会社mセントラルテクノ株式会社、マイドリー、HERE、福島県交通まちづくり課、ロボットゆうえんち、円谷プロダクション、Entap
- 協力プロデューサー：中村博行・加藤正俊・荻野哲弘（日本テレビ）、田中雅博（読売テレビ）
- AD：小倉徹也（charlie's ZORO）、小野澤拓、国吉真廉、保原倫久、武津岡大介、加治皓希、野田雄大、山本圭一、福島康介、飯塚健一郎、酒井瑞希、柳沢彩月、小笠原遥、小池遼太郎、二瓶大樹、細川雄大、石川陽介
- デスク：國井萌
- ケータリング：内野幸（オフィスぼくら）
- タレントケア：大沼朗裕（日本テレビ）
- エキストラ：土屋良介、仙田麻子
- アニメーション：竹内大三
- 制作進行：雨宮雄太・柳祐輔（オフィスぼくら）、飯作直哉（Logfilm）
- AP：小川望（charlie's ZORO）、加世田菜穂、斉藤詠美、橋本直美
- キャスティングP：小林宏充・本間正幸（オフィスぼくら）、金沢紀子、成瀬広靖
- 総合演出：斉藤敏豪
- 総監督：菅賢治
- ディレクター：堤本幸男（バックアップメディア）、但木洋光、鶴田哲朗、山本カンスケ、名嘉鎮士（charlie's ZORO）、諏訪裕紀、島田健作、間篠高行（いまじん）、住田英拓、小紫弘三（バックアップメディア）、生駒真也、花輪和伯、雨宮佑介、青木孝之、玉垣貴史、野間伸晃、鈴木顕尚、西村啓志、前田匡寛、一場孝夫、岡本健吾
- プロデューサー：堀金澄彦・鈴木淳一（日本テレビ）、原田里美（ZION）、中村喜伸（アンビエント）/浜田和宏（オフィスぼくら）
- 演出：高橋敬治、田中竜登（charlie's ZORO）
- 監修：柳岡秀一（charlie's ZORO）
- プロデューサー・演出：大友有一（日本テレビ）
- チーフプロデューサー：森實陽三（日本テレビ）
- 協力：吉本興業
- 制作協力：charlie's ZORO、ZION、ユニオン映画、オフィスぼくら、Fact
- 製作著作：日本テレビ